# 리오데라플라타 부왕령
리오데라플라타 부왕령(스페인어: Virreinato del Río de la Plata)는 아메리카 대륙에 있던 스페인 제국의 마지막 부왕령이다. 가장 짧은 역사를 지녔다. 주로 리오데라플라타 유역을 중심으로 1776년에 설립되었다. 서쪽 해안에 있는 부에노스아이레스가 수도로 선정되었다.

## 역사
리오데라플라타의 역사는 1535년에 스페인의 탐험가들이 16척의 배에 1,600명의 탐험대를 이끌고와서 라플라타강 근처에 라플라타(부에노스아이레스)를 건설하면서부터 시작되었다.
리오데라플라타 부왕령은 1776년에 리오데플라타 유역 지역을 거점으로 하는 페루 부왕령의 일부 종속 지역 등을 합해 성립되었다. 이 지역은 오늘날의 아르헨티나, 우루과이, 파라과이, 볼리비아 등지에 해당한다. 라플라타강 어귀의 서쪽 해안가에 위치한 부에노스아이레스는 포르투갈의 전초 기지인 콜로니아델사크라멘토가 있음에도 불구하고 수도로 택해졌다.
1811년 독립 국가 선언 이후 왕당파 군대가 라스피에드라스에서 패배하였고, 1812년에 일어난 부에노스아이레스를 긴 포위 공격 끝에 1814년 부왕령이 멸망하였다.

## 같이 보기
- 리오데라플라타 합중국
- 아르헨티나의 역사
- 볼리비아의 역사
- 우루과이의 역사
- 페루 부왕령